# 허려권거선우
허려권거선우(虛閭權渠單于, ? ~ 기원전 60년)는 흉노의 선우다. 성은 연제(攣鞮)며, 허려권거는 선우의 칭호로, 이름은 불명이다. 선대 선우 호연제선우의 동생이다.

## 생애
좌현왕을 지내다가, 형이 기원전 68년에 죽자 뒤를 이어 선우가 됐다.
선우가 되자 우대장의 딸을 대연지(제2황후)로 삼고 선대 선우의 전거연지(제1황후)를 내쫓았다. 이 때문에 전거연지의 아버지 좌대저거(左大且渠)가 이를 원망했다.
흉노가 한나라의 변경을 침탈하지 못하므로 한나라가 변경 방비를 풀자, 이를 기뻐해 귀인들과 함께 의논하고 흉노와 화친하고자 했다. 그러나 좌대저거가 호려자왕(呼盧訾王)과 함께 화친을 깨고자 한나라를 침입했고, 이들이 아직 한나라에 당도하지 못했을 때 한나라에 흉노 기병 세 명이 사로잡혀 항복해 침공 계획이 들통났다. 침입군은 세 명이 없어진 것을 알고 도로 후퇴했다.
이해 기근으로 백성과 가축 6~7할이 죽었고, 가을에는 흉노 휘하의 서욕(西嗕)이라는 종족 내에서 내전이 일어나 많은 사상자를 내고 한나라에 투항했다.
기원전 67년, 서역의 도시국가들이 거사국을 취하고 왕과 백성들을 잡아갔다. 이에 거사왕의 동생 두막(兜莫)을 거사왕으로 삼고 나머지 백성을 동쪽으로 이주시켜, 거사 땅이 텅 비니 한나라가 그 땅에 군사를 끌고 와서 차지했다. 기원전 66년, 거사국을 취한 도시국가들에 보복하고자 흉노의 오른편 땅(서부)에 좌우대장에게 각각 만여 명을 주어 둔전해 서쪽을 압박했다. 기원전 62년, 좌·우오건(奧鞬) 각각 6천 명을 보대 좌대장과 함께 거사성의 한나라 군대를 쳤으나 함락하지 못했다.
기원전 61년, 정령이 3년간 흉노를 쳐들어와 사람들을 죽이고 가축을 뺏어간 것을 보복하고자 정령을 쳤으나 소득이 없었다.
기원전 60년, 10만여 기병을 일으켜 한나라를 노략질하려 했으나, 흉노 백성이 항복해 이를 한나라에 알리니 한나라에서는 후장군 조충국에게 4만 기병을 보내 변경 9군에 주둔하게 했다. 허려권거선우는 한 달 이후 토혈 증세가 있는 병이 나서 진군하지 못하고 군을 파하고 화친을 꾀했으나, 화친이 진행되기도 전에 죽었다.
흉노는 다음 선우를 추대하기 위한 회의를 열었으나, 아직 왕들이 다 모이기도 전에 허려권거선우가 쫓아낸 전거연지가 자기와 내연 관계에 있는 우현왕이자 오유선우의 이손인 악연구제선우를 무단으로 추대했다. 악연구제선우가 폭정을 행해 허려권거선우의 아들 계후산이 호한야선우로 옹립돼 악연구제선우를 무찔렀으나, 이후 흉노는 다섯 선우가 일어서는 분열기로 빠져든다.

## 가계
- 호록고선우
  - 호연제선우
  - 허려권거선우
    - 질지골도후선우 호도오사
    - 호한야선우 계후산

## 출전
- 반고: 《한서》 권94 흉노전제64 상